# Lúcio Funisulano Vetoniano
Lúcio Funisulano Vetoniano (em latim: Lucius Funisulanus Vettonianus) foi um senador romano nomeado cônsul sufecto para os meses de setembro a outubro de 78 com Quinto Corélio Rufo.

## Carreira
Vetoniano teve um começo de carreira pouco auspicioso ao ser escolhido como um dos tresviri capitales durante seu mandato entre os vigintiviri. Depois foi tribuno da Legio VI Victrix e questor na Sicília. Em 62 foi novamente tribuno, desta vez da IV Scythica. Em algum momento o próprio Vetoniano comandou uma legião sob a liderança do general Lúcio Cesênio Peto durante a Guerra romano-parta de 58-63. Derrotada na Batalha de Randeia, esta legião (e Vetoniano) caiu em desgraça.
Os cargos seguintes assumidos por Vetoniano foram civis: prefeito do Erário de Saturno, superintendente da Via Aemilia e superintendente dos aquedutos (curator aequarum). Todos estes postos só podem ter ocorrido depois da morte de Nero, o que pressupõe ainda que ele tenha sido reabilitado depois da desonra em Randeia. A prefeitura do erário pode ser datada com precisão entre 74 e 76, mas os postos restantes implicam um problema maior. Enquanto a prefeitura pode ser assumida por ex-pretor — e portanto pode ser assumida por Vetoniano antes de seu consulado — as superintendências geralmente eram assumidas por ex-cônsules (a dos aquedutos sempre era). Contudo, as inscrições as agruparam todas juntas como se Vetoniano tivesse assumido todos os postos antes de seu consulado. É possível que, como eram posições similares, faria sentido agrupá-las numa inscrição; outra hipótese é que Vetoniano tenha sido um adjunto do seu predecessor, Mânio Acílio Avíola, na superintendência dos aquedutos.
Depois de seu mandato como sufecto, Vetoniano foi nomeado governador da Dalmácia em 79 e ficou no posto até 84, a primeira de diversas províncias imperiais que ele governou em sucessão. Depois, foi governador da Panônia entre 85 e 86 e da Mésia Superior até 88. Neste último posto, Vetoniano participou da campanha dácia de Domiciano com tamanha bravura que acabou sendo condecorado. O ápice de sua carreira foi o proconsulado da África entre 91 e 92.
Além disto, Vetoniano também foi admitido entre os sodais augustais e, mais tarde, entre os septênviros epulões. Seu túmulo foi construído na Via Latina. Entre seus possíveis descendentes estão Tito Pompônio Antistiano Funisulano Vetoniano, cônsul sufecto em 121, e Funisulana Vétula, esposa de Caio Técio Africano, prefeito do Egito em 82.